# René Defossez
Pour les articles homonymes, voir Defossez.
René Defossez, né le 4 octobre 1905 à Spa et mort le 20 mai 1988 à Etterbeek, est un compositeur et chef d'orchestre belge.

## Biographie
René Defossez est certainement une des personnalités les plus marquantes du monde musical belge du XXe siècle, tant par la multiplicité des facettes de son talent que par l’énergie inépuisable qu’il déploya dans de nombreux domaines de la vie musicale, tant comme compositeur et chef d'orchestre que comme professeur.
Très jeune, il est formé au piano et au violon par son père, Léon Defossez (1876-1951), compositeur et violoniste à l’orchestre du Casino de Spa. Ballotté dès l'enfance entre Nice et Spa au sein de l'orchestre du Casino, il entre au Conservatoire de Liège en 1923 pour y compléter sa formation. Il obtient les premiers prix d’harmonie, contrepoint et fugue, ainsi que les premiers prix de violon, histoire de la musique et musique de chambre. Parallèlement à sa formation au Conservatoire, il commence une carrière de violon solo et se trouve à l’affiche de nombreux concerts à Spa et à Liège.
C’est le directeur du conservatoire de Liège François Rasse (1873-1955) qui l’encourage à faire carrière comme chef d’orchestre et compositeur, domaines dans lesquels il lui pressent un grand avenir, et c’est en 1929 qu’il fait ses débuts de chef d’orchestre au Théâtre du Casino de Spa.
Une belle notoriété lui est déjà acquise lorsqu’il remporte en 1935 le premier grand prix de Rome belge, avec sa cantate Le Vieux Soudard. La ville de Spa le nomme alors Directeur de la Musique, ce qui lui vaudra l’honneur d’accompagner, à la tête de son orchestre, les plus grandes gloires de l’époque : Alfred Cortot, Arthur Grumiaux, Emil Guilels, Moura Lympany, Arthur Rubinstein, Jacques Thibaud, etc.
En 1938, repéré par Maurice Corneil de Thoran, alors directeur du Théâtre Royal de la Monnaie, il devient chef d'orchestre de cette illustre Maison, et en 1953, Joseph Rogatchewsky ayant succédé à Maurice Corneil de Thoran, il en devient Directeur de la Musique. Il quittera La Monnaie en 1959, après 22 saisons, et enrichi d’un répertoire de 120 partitions. Cette page tournée, il devient inspecteur de l'Enseignement Musical Subventionné de la partie francophone du pays, c'est-à-dire tout le réseau des académies de musique.
Sa carrière de compositeur est couronnée par deux fois lors du Concours musical international Reine Élisabeth de Belgique, où ses concertos de violon (1951) et de piano (1956) remportent tous deux le concours du concerto imposé pour les épreuves finales, et y seront interprétés respectivement par des lauréats non moins prestigieux que Leonid Kogan et Vladimir Ashkenazy.
Dans la manière, René Defossez a bien sûr évolué au fil de l'âge ; séduit d'abord par l'impressionnisme, il le fut moins par le sérialisme et les autres avant-gardes, qu'il jugeait trop intellectuels ; mais tout en restant fidèle aux formes classiques, il avait un grand souci de modernité, à sa manière. Sa parfaite connaissance de l'orchestre et des possibilités instrumentales lui permettait de produire des œuvres brillantes, allant jusqu'à la virtuosité, tout en évitant l'écueil de la sécheresse : chez lui, la technique instrumentale, ou même certains moyens électroacoustiques combinés à ceux de l'orchestre, sont toujours mis au service de l'expression musicale. Son œuvre compte plus de deux cents opus, allant du solo instrumental au grand orchestre symphonique en passant par la musique de chambre, la musique chorale, le ballet ou l'opéra. Ses archives musicales ont été données par ses enfants à la Bibliothèque Royale de Belgique (KBR), qui a créé à cette occasion le 'Fonds René Defossez'.
Il a 68 ans lorsqu’il est appelé, à Mexico, comme Professeur de direction d’orchestre au Conservatoire, puis se voit confier la Direction artistique de l’Opéra de Mexico pour deux saisons.
Jusque dans les années 1980, il animera des stages d’été à Dijon, avec l’Orchestre de jeunes de la Communauté Française, et sera, de 1982 à 1985, professeur de Maîtrise de Direction d’Orchestre à l’Académie d’été de Libramont.
En 1970, reconnu par ses pairs, il est élevé au rang de Membre de l’Académie Royale de Belgique.
Il est Chevalier de l’Ordre de la Couronne, Citoyen d’Honneur de la Ville de Frameries et de la Ville de Spa, dont l’Académie de musique porte son nom.

## Décoration
- Chevalier de l'ordre de la Couronne